# Фёдорова, Виктория Яковлевна
Викто́рия Я́ковлевна Фёдорова (англ. Victoria Fyodorova; 18 января 1946, Москва, СССР — 5 сентября 2012, Гринвич, Пенсильвания, США) — советская и американская актриса, писательница, сценарист. Дочь советской актрисы Зои Фёдоровой и военного атташе при посольстве США в СССР, капитана (впоследствии — контр-адмирала) ВМС США Джексона Роджерса Тейта.

## Биография
23 февраля 1945 года на официальном приёме у наркома иностранных дел СССР Вячеслава Молотова в честь годовщины Красной Армии 37-летняя советская актриса Зоя Фёдорова — лауреат двух Сталинских премий, исполнительница главных ролей в фильмах «Подруги», «Музыкальная история», «Свадьба» и других популярных картинах — познакомилась с 46-летним заместителем главы морской секции военной миссии США капитаном Джексоном Тейтом, прибывшим в Москву в январе того же года. Случайное знакомство быстро переросло в любовные отношения: 9 мая 1945 года, в день празднования победы над гитлеровской Германией во Второй мировой войне, Фёдорова зачала ребёнка, тогда же пообещав Тейту назвать его Виктором или Викторией (лат. Victor — Победитель, Victoria — Победа). 23 мая 1945 года Зою Фёдорову, о чьём романе с Тейтом, вероятно, с самого начала были осведомлены МГБ и лично Лаврентий Берия (ранее симпатизировавший актрисе и безуспешно добивавшийся от неё благосклонности), неожиданно отправили на гастроли в Крым. 24 мая Тейт, объявленный советскими властями персоной нон грата, получил предписание в ближайшие сорок восемь часов покинуть пределы страны. В течение следующих восемнадцати лет он ничего не знал ни о рождении 18 января 1946 года дочери Виктории, ни о том, как сложилась их с Зоей Фёдоровой дальнейшая судьба.
В 1946 году, пытаясь скрыть факт рождения ребёнка от иностранца, Зоя Фёдорова вышла замуж за композитора Александра Рязанова, с джаз-квартетом которого выступала в начале 1940-х годов. Тем не менее 27 декабря того же года актриса была арестована и, после предварительного заключения на Лубянке и в Лефортовской тюрьме, 15 августа 1947 года приговорена к 25 годам лагерей усиленного режима (с заменой на заключение во Владимирской тюрьме), конфискации имущества и ссылке для всей семьи «за шпионаж в пользу иностранных государств». Сестра Зои Фёдоровой Александра была приговорена к пожизненной ссылке с детьми, сестра Мария — к 10 годам исправительно-трудовых лагерей с отбыванием срока на кирпичном заводе в Воркуте (умерла до окончания срока в 1952 году). С 1947 года Виктория Фёдорова жила в ссылке в селе Полудино Северо-Казахстанской области вместе с тётей Александрой (которую до девяти лет считала родной матерью) и её детьми Ниной и Юрой. 23 февраля 1955 года, после пересмотра дела, полной реабилитации и освобождения Зои Фёдоровой, Виктория воссоединилась с матерью в Москве.

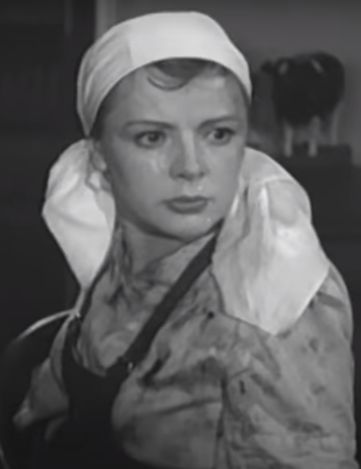
Зоя Фёдорова (Даша Горкунова) в фильме Евгения Червякова «Станица Дальняя» (1939)
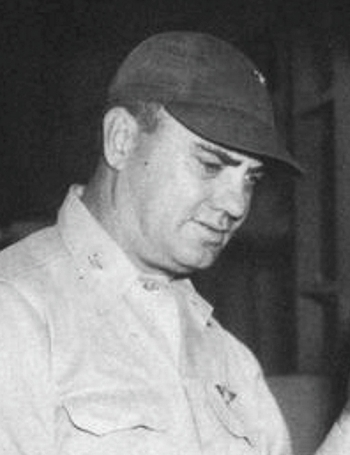
Капитан ВМС США Джексон Р. Тейт на борту авианосца «Рэндольф» (15 августа 1945)

### Карьера
По окончании школы в 1962 году будущая актриса поступила в студию драматического искусства. Дебютировала в кино в 1964 году, исполнив роль Тани (племянницы профессора Корнилова) в фильме Виталия Аксёнова «Возвращённая музыка». В 1969 году окончила ВГИК (мастерская Бориса Бибикова и Ольги Пыжовой). Снялась в киноповести Михаила Калика «До свидания, мальчики» (по одноимённой повести Бориса Балтера), трагикомедии Алексея Коренева «Урок литературы» (по рассказу Виктории Токаревой «День без вранья»), классической экранизации Льва Кулиджанова «Преступление и наказание» (по одноимённому роману Фёдора Достоевского), мелодрамах Михаила Богина «Двое» и «О любви», психологической драме Фёдора Филиппова «Расплата» и других известных советских фильмах 1960—1970-х годов.
С первых же ролей работа Фёдоровой в кино была высоко оценена критиками. По отзыву Виктора Дёмина,

Бесхитростная история [«Двое», 1965] действовала на любого зрителя: в ней было дыхание большого фильма. Речь шла о вещах, понятных всем и для всех главных. Девятнадцатилетняя Виктория Фёдорова сыграла хрупкую, гордую красоту в тревожном, суровом фильме. <…> Здесь, по эту сторону, мельтешила обычная, рядовая тривиальность, представленная в фильме сдержанно, но достаточно определённо, а там, за плотно сжатыми губами, за пристальным взглядом больших, очень серьёзных глаз, текла какая-то особая, не наша жизнь, открывавшаяся в долгих, медлительных, безвольных разговорах, на пальцах или с помощью карандаша. <…> Режиссёру нужна была новая, не примелькавшаяся исполнительница, и выбор его оказался чрезвычайно удачным. Вчерашняя выпускница молодёжной студии при театре Станиславского, Вика Фёдорова уже успела сняться в двух эпизодических ролях, где старательно и довольно успешно изображала просто молодость и свежесть, просто юношеское воодушевление. Но было в ней что-то, даже в самом облике, что обещало несравненно больше <…>. И вот что интересно: эта, условно говоря, нездешность, эта посланность откуда-то издалека представала не в туманно-романтической, не в сентиментально-высокопарной форме. Напротив, самым примечательным в роли глухонемой Жени стало сосуществование символа с бытом, извечного с сиюминутным, неразгаданного с каждодневным. Мелодраматический сюжет рискованно оглядывался на далёкие, ещё немые ленты с их модой на увечных или чуть-чуть помешанных героинь, но в эту притчеобразную конструкцию Фёдорова входила вполне реалистической нашей с вами современницей, очерченной мягко, но точно.

Согласно Эльге Лындиной, усмотревшей в Фёдоровой «печаль глаз, которая не растворяется ни в улыбке, ни в смехе», «особую, резковатую пластику», «грациозную угловатость» и «изысканность европейского толка, редкую в облике наших актрис»,

Вика вошла в кинематограф ролью особенной — её Наташа в картине «Двое» была глухонемой. Не стану сейчас подробно писать, как сложна такая работа для любой актрисы. И тем более начинающей. Роль была сыграна Викой Фёдоровой так, что зрители забывали о том, что героине не дано произнести ни одного слова.

Несмотря на то, что карьера Фёдоровой в советском кино, охватившая ровно десять лет (1964—1974), складывалась вполне удачно, в интервью русско-американскому писателю Александру Минчину, данном в ноябре 1987 года и впервые опубликованном в СССР три года спустя, сама актриса призналась, что считает по-настоящему значительными лишь две свои роли: глухонемой танцовщицы Наташи («Двое») и скульптора-реставратора Галины («О любви»):

Фильмы были в основном довольно посредственные, и вообще о прошлом не люблю говорить о своём, прошло оно — и ладно. Из всей кучи сто́ящих было два: «Двое» и «О любви». И достаточно. Всё остальное было очень посредственно. Там ведь не выбираешь, тебе говорят, и ты едешь сниматься. Но мне нравилось сниматься, не отрицаю. Очень нравилось работать в кино.

### Личная жизнь
В 1967—1973 годах Виктория Фёдорова трижды состояла в браке: с сыном режиссёра-документалиста Георгия Асатиани — Ираклием Асатиани (с 1967 по 1969), экономистом Сергеем Благоволиным (с 1970 по 1972), кинодраматургом Валентином Ежовым (с 1972 по 1973).
27 марта 1975 года при содействии профессора Коннектикутского университета Ирины Кёрк (Irene Kirk), по собственной инициативе разыскавшей Тейта в США, Фёдорова приехала в Америку, где впервые встретилась с отцом — к тому времени контр-адмиралом ВМС США в отставке. Визит советской актрисы в Соединённые Штаты, её воссоединение с отцом и семейная пресс-конференция, устроенная по этому поводу в Лантане (Флорида) 10 апреля 1975 года, широко освещались американскими массмедиа. Оплату всех расходов, связанных с поездкой, взял на себя еженедельник National Enquirer, получивший эксклюзивные права на первую публикацию о приезде Фёдоровой в США. 7 июня того же года в Стамфорде (Коннектикут), за несколько дней до окончания срока действия трёхмесячной туристической визы, Фёдорова вышла замуж за второго пилота авиакомпании Pan American World Airways Фредерика Ричарда Поуи (Пуи, Пой, Frederick Richard Pouy; 1938—2008), с которым познакомилась на приёме, данном в её честь в Нью-Йорке. От этого брака 3 мая 1976 года родился сын — Кристофер Александер Фёдор Поуи (Christopher Alexander Fyodor Pouy).
В 1978 году Виктория Фёдорова-Поуи приняла американское гражданство. В 1970—1980-х годах снималась в эпизодических ролях в кино и на телевидении, пробовала себя в модельном бизнесе, на протяжении почти десяти лет была лицом косметической компании Beauty Image, представляя линию Alexandra de Markoff — в частности, духи Enigma («Тайна») и крем Countess Isserlyn («Графиня Иссерлин»). В 1990 году развелась с Ф. Р. Поуи (после развода отсудившим сына у бывшей супруги). Впоследствии вышла замуж за сотрудника руководства пожарного департамента Джона П. Дуайера (John P. Dwyer; ?—2014).
10 декабря 1981 года Зоя Фёдорова была убита в своей московской квартире (Кутузовский проспект, д. 4/2, кв. 243) выстрелом в голову из немецкого пистолета Sauer 38H. Преступление осталось нераскрытым. Власти СССР не впустили Викторию в страну на похороны матери.
Впервые после эмиграции в США Виктория Фёдорова побывала в Москве в 1988 году. Десять лет спустя, во время следующего приезда в Россию в августе 1998 года, в ряде интервью актриса сообщила о намерении продюсировать биографический фильм о Зое Фёдоровой по сценарию Эдуарда Володарского, а также сняться в главной роли в российско-американском фильме «Западня», посвящённом «сложностям адаптации русских женщин к богатым американским мужьям». Ни один из заявленных проектов не был реализован.
В 1990-е годы Виктория Фёдорова отошла от съёмок в кино, занявшись предпринимательством, литературой, живописью и художественной керамикой.

### «Дочь адмирала»

Обложка первого издания автобиографической книги Виктории Фёдоровой «Дочь адмирала» (1979)

В 1979 году в издательстве Delacorte Press вышла автобиографическая книга Виктории Фёдоровой «Дочь адмирала» (The Admiral’s Daughter), созданная при участии американского писателя, редактора и театрального критика Хэскела Фрэнкла (Haskel Frankel, 1926—1999). Книга представляет собой обстоятельный рассказ о довоенной биографии Джексона Тейта и Зои Фёдоровой, их любовных отношениях, увенчавшихся появлением на свет самой Виктории (на обложке книги, помимо портрета главной героини, помещены фотографии её родителей, сделанные в период их знакомства), а также о последующей судьбе всех троих, в том числе об изгнании отца из СССР, тюремном заключении матери, детстве Виктории в казахстанском Полудине, основных этапах её кинематографической карьеры и воссоединении с отцом в США. Посвящение на титульном листе гласит:

Моей дорогой мамочке, чья любовь согревала меня и в добрые, и в тяжкие времена, где бы я ни была — рядом или вдали от неё, — и которая всегда будет жить в моей памяти. В. Ф..

Писательский дебют Фёдоровой встретил смешанную реакцию американских критиков. Книжный рецензент Los Angeles Times Роберт Кирш (Robert Kirsch) счёл книгу «несусветно раздутой» (padded beyond belief), заметив, что всё её содержание можно было бы уместить в одну журнальную статью или серию газетных публикаций. В свою очередь, критик The Baltimore Sun Ретта Блейни (Retta Blaney) назвала книгу «невероятной» (incredible) и «интересной» (interesting).
В 1997 году российским издательством «Русич» был опубликован русский перевод книги, выполненный Г. А. Шаховым.

### Болезнь и смерть
В последние годы жизни актриса жила с мужем в собственном доме в городке Маунт-Поконо в Пенсильвании, долго болела — кроме рака лёгких, у неё была диагностирована опухоль головного мозга, — редко появлялась на публике и общалась лишь с небольшой группой друзей. 5 сентября 2012 года Виктория Фёдорова умерла на 67-м году жизни от эмфиземы лёгких в больнице пенсильванского округа Гринвич. Выполняя волю жены, Джон кремировал её тело и развеял прах над горами Поконо.

## Фильмография
СССР, Россия (1964—1974, 2003)
 главная роль
Альберт Филозов [о своей первой большой роли в фильме «Вид на жительство»]: Мой персонаж — советский учёный, который едет за рубеж по туристической путёвке и там остаётся. Так меня сразу утвердили на роль. Ко мне в партнёрши пробовали таких замечательных, красивых женщин: Марианну Вертинскую, Людмилу Максакову, а выбрали Вику Фёдорову. Самое удивительное, что чуть ли не все, кто делал эту картину, уехали из страны. А я до сих пор здесь и уезжать никуда не собираюсь.
Корр.: Почему-то многие актёры-мужчины вспоминают Вику Фёдорову с многозначительной и загадочной улыбкой. Вас тоже чем-то заворожила эта женщина?
А. Ф.: Она очень лёгкая, компанейская, хорошая девушка. Жаль, что она уехала в Америку, но мы и спустя много лет с удовольствием с ней общались.
| Год  |     | Название                                                   | Роль                            |
| ---- | --- | ---------------------------------------------------------- | ------------------------------- |
| 1964 | ф   | Возвращённая музыка                                        | Таня                            |
| 1964 | ф   | До свидания, мальчики                                      | Женя                            |
| 1964 | ф   | Ноль три                                                   | эпизод                          |
| 1965 | кор | Двое                                                       | Наташа Светлова                 |
| 1965 | ф   | Западня                                                    | девушка на танцах               |
| 1967 | ф   | Они живут рядом                                            | Инга                            |
| 1967 | кор | Осенний этюд                                               | Вика                            |
| 1967 | ф   | Сильные духом                                              | Валя Довгер                     |
| 1968 | ф   | Урок литературы                                            | Лена                            |
| 1969 | кор | Зинка                                                      | Зинка                           |
| 1969 | ф   | Преступление и наказание                                   | Авдотья Романовна Раскольникова |
| 1970 | ф   | О любви                                                    | Галина                          |
| 1970 | ф   | Расплата                                                   | Катя Фарина                     |
| 1971 | ф   | Ход белой королевы                                         | Алиса Бабурина                  |
| 1972 | ф   | Вид на жительство                                          | Хилари Кутасова                 |
| 1973 | ф   | О тех, кого помню и люблю                                  | Рита Меньшикова                 |
| 1974 | ф   | Гнев                                                       | Донка Младенова                 |
| 1974 | кор | Первый снег                                                | эпизод                          |
| 2003 | док | Хвост кометы. Встреча с Викторией Фёдоровой фильм-интервью | Виктория Фёдорова               |

США (1976—1989)

| Год  |   | Русское название                                    | Оригинальное название             | Роль              |
| ---- | - | --------------------------------------------------- | --------------------------------- | ----------------- |
| 1976 | с | Медицинский центр (серия «Очень личная война»)      | Medical Center A Very Private War | эпизод            |
| 1980 | с | Дневник Юлии                                        | Yulya’s Diary                     | Юлия Вознесенская |
| 1985 | ф | Мишень                                              | Target                            | Лизи              |
| 1986 | с | Секретный агент Макгайвер (серия «Внутренний враг») | MacGyver The Enemy Within         | Виктория Томанова |
| 1989 | с | Сердцебиение (серия «Из России с любовью»)          | Heartbeat From Russia with Love   | советский врач    |

## Награды
- 1969 — приз VI Международного студенческого фестиваля ВГИК «За лучшую женскую роль» и диплом газеты «Комсомольская правда» за роль в короткометражном фильме «Зинка»[43].

## Комментарии
1. ↑  Также Viktori[y]a Fyodorova[2], Victoria Fedorova[3].
2. ↑  Через некоторое время Тейт, безрезультатно славший в СССР запросы о судьбе Зои Фёдоровой, получил анонимное письмо из Швеции, сообщавшее о том, что его бывшая возлюбленная вышла замуж за некоего композитора и «счастливо растит с ним двоих детей». Имя отправителя письма осталось неизвестным[8].
3. ↑  Во время предварительного заключения во внутренней тюрьме на Лубянке Зою Фёдорову подвергали систематическим издевательствам — обливали кипятком, били, не давали спать. Узнав о приговоре, актриса пыталась повеситься в камере лефортовского тюремного изолятора, но самоубийству помешали тюремные надзиратели. 20 декабря 1947 года из лагеря в Потьме Фёдорова отправила письмо Берии, завершавшееся словами: «<…> наказали не меня, а моих маленьких детей, которых у меня на иждивении было четверо: самой маленькой, дочери, два года, а самому старшему, племяннику, десять лет. Я умоляю Вас, многоуважаемый Лаврентий Павлович, спасите меня! Я чувствую себя виноватой за легкомысленный характер и несдержанный язык. Я хорошо поняла свои ошибки и взываю к Вам как к родному отцу. Верните меня к жизни! Верните меня в Москву!» Реакции на письмо не последовало[8].
4. ↑  Ошибка в источнике. Имя героини Виктории Фёдоровой в фильме «Двое» — Наташа.
5. ↑  До замужества и эмиграции — Ирина Ивановна Кунина[17].
6. ↑  Узнав о желании Виктории встретиться с отцом из публикации в журнале People[20], Поуи написал Тейту письмо, в котором сообщил, что часто летает в Москву и почтёт за честь выполнить любое поручение адмирала. В США Виктории подарили пуделя по кличке Моряк, которого ей очень хотелось взять с собой в Москву, и Тейт вспомнил о пилоте из Pan American, распорядившись послать ему приглашение на приём[22].
7. ↑  Незадолго до рождения внука Зоя Фёдорова добилась от советских властей разрешения на выезд в США, где 27 апреля 1976 года — через тридцать один год после их последней встречи — увиделась с отцом Виктории[24]. 19 июля 1978 года 79-летний Джексон Тейт, за несколько месяцев до этого перенёсший тяжёлую операцию на сердце, умер от рака в больнице муниципалитета Ориндж-Парк (Флорида). Кроме русской дочери, у Тейта остался сын от американской жены Хэзел (Hazel) — капитан ВМС США Хью Тейт (Hugh Tate)[18][25].

### О Виктории Фёдоровой
Книги
- Володарский Э. Я. Русская, или Преступление без наказания : роман. — Фора-Фильм, 1995. — 528 с. — ISBN 5-87592-015-7.

Статьи, очерки
- Дёмин В. П. Виктория Фёдорова // Актёры советского кино / ред.-сост. А. М. Сандлер. — М. : Искусство, 1968. — Вып. 9. — С. 226—240.
- Богин М. С. Виктория Фёдорова // Советский экран. — 1974. — № 6. — С. 9. — На 1-й с. обл. — портрет Виктории Фёдоровой работы В. Ф. Плотникова.
- Лындина, Эльга. Две Фёдоровы // Советский экран. — 1990. — № 3. — С. 7.
- Маслова, Лидия. Внук Зои Фёдоровой страдает русофобией // Коммерсантъ. — 1998. — № 149 (15 августа).
- Грашин, Николай. История одной любви // Второй паспорт. — 2002. — № 2.

Интервью
- Лазебников А. Две Фёдоровы — два интервью // Советский экран. — 1965. — № 15. — С. 15. — На 1-й с. обл. — портрет Виктории Фёдоровой работы А. А. Князева.
- Мой ровесник и современник : В ожидании реальной героини / Виктория Фёдорова // Огонёк. — 1971. — № 17. — С. 20—22. — Беседу вела Наталья Алексеева.
- Минчин, Александр. Тепло ли нам дома? : Интервью с Викторией Фёдоровой // Огонёк. — 1990. — № 42. — С. 22—26.